# Towarzystwo Czerwonego Lwa i Słońca

Stowarzyszenie Czerwonego Lwa i Słońca - Persja – odpowiednik stowarzyszeń krajowych Czerwonego Krzyża i Czerwonego Półksiężyca, powstały w Persji (dzisiejszy Iran) w roku 1922. Lew i Słońce były znakiem dynastii Pahlawi rządzącej Iranem do 1979 roku. Po obaleniu szacha Irańska Republika Islamska zrezygnowała w 1980 roku z używania symbolu Czerwonego Lwa i Słońca i zastąpiła go Czerwonym Półksiężycem. Mimo to Iran zastrzegł sobie prawo powrotu do znaku Czerwonego Lwa i Słońca. Formalnie znak jest wciąż umocowany w prawie międzynarodowym w I Konwencji Genewskiej (art. 38). Znowelizowany w 1986 roku statut Międzynarodowego Ruchu Czerwonego Krzyża i Czerwonego Półksiężyca nie przewiduje możliwości wybrania przez jakiekolwiek nowo powstałe stowarzyszenie krajowe znaku Czerwonego Lwa i Słońca.